# Reid Ribble
Reid James Ribble (ur. 5 kwietnia 1956) – amerykański polityk, członek Partii Republikańskiej i kongresman ze stanu Wisconsin (2011-2017).